# Argentin tangó
A tangó táncról általában a tangó szócikkben olvashatsz.
Az argentin tangó egy eredetileg Argentínából és Uruguayból származó, a 20. század első évtizedeiben kialakult társastánc és zenei műfaj retronim elnevezése, elkerülendő a belőle később kialakult versenytánc tangóval és a színpadi (vagy show) tangóval való összetévesztést. Ez a szócikk a társastáncként táncolt és nem koreografált argentin tangó táncról (továbbiakban: tangó vagy argentin tangó) szól.

## Általános információk

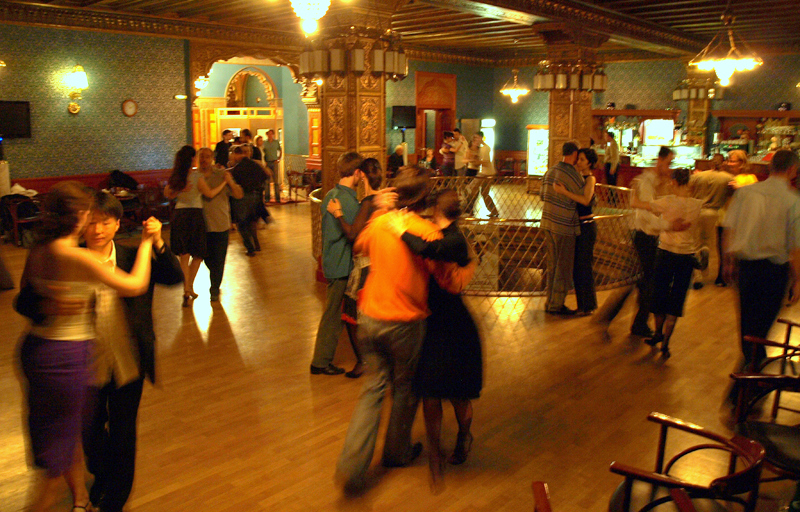
Tangó

Az argentin tangónak különböző területeken és korszakokban sokféle stílusa alakult ki a helyi társadalmi szokások és kultúra függvényében. Fontos szerepet játszott az egyes stílusok kialakulásában a nemek közötti viszony társadalmi megítélése (szabad-e a férfinak egy idegen nővel közeli tartásban táncolnia a nő férje/apja/testvérei szeme láttára? kötelező-e a táncban a férfi vezet – nő követ viszonyt folyamatosan fenntartani?), de olyan tényezők is befolyásolták, mint a táncklubok telítettsége, vagy az öltözködési stílusok. A tánc Argentínában és Uruguayban "született", de az évtizedek során számos hatás érte Európából és Észak-Amerikából is. Ennek következtében manapság néha zavar és átfedés van a táncolt stílusok között, ráadásul az argentin tangó népszerűbbé válásával egyre újabb fúziók jönnek létre.
A tangót sokféle tartásban (spanyolul: abrazo, vagyis ölelés) lehet táncolni. Nyitott tartásnál a férfi és a nő kartávolságra vannak, zárt tartás esetén a tánc alatt végig összeér a mellkasuk. E között a két véglet között közös megegyezéssel bármilyen tartást felvehet a pár. A zárt tartás a tangó hagyományosabb, korábban kialakult stílusaira jellemző, míg a nyitott tartás, ami akár a partner kezének elengedését is jelentheti, teret ad az újabb (tango nuevo) stílusra jellemző bonyolultabb lépéseknek és díszítéseknek.
Formáját tekintve a tangó eredetileg együttes séta a partnerrel a zenére, így nagyon fontos része a zeneiség (a zene energiájának, érzéseinek megfelelő tánc). A láb általában (díszítéseket és bonyolultabb lépéseket kivéve) érinti a parkettet, vagy nagyon közel van hozzá, a térd és boka pedig könnyedén összezár, amikor a szabadon levő láb elhalad a másik mellett.
Az argentin tangó erősen improvizatív jellegű tánc. Nincs alaplépése, bár az évtizedek során a magasabb tudásszintű és elismert táncosok számos lépéskombinációt rögzítettek, amik később hagyománnyá váltak. A férfi minden egyes lépésnél rögtönöz, a nő pedig nem tudhatja, mi lesz a következő lépése. Biztos pont az, hogy a nő általában minden lépésnél áthelyezi a testsúlyt egyik lábáról a másikra, és ritkán helyezi a testsúlyát egyszerre mindkét lábára. Az argentin tangó szinte egyedülálló a társastáncok között abban, hogy nincsenek benne előre megszabott (és így a nő által kiszámítható) lépésminták: a szigorú szabályokról alkotott elképzelések helyett egy folyamatos, nonverbális "pár-beszédre" van szükség férfi és nő között a tánc minden pillanatában.
Ennek a kommunikációnak fontos jellemzője, hogy a pár egyik tagja (általában a férfi) vezet, a másik pedig követ. A szerepek fellazulásával manapság már angol nyelvterületen nagyon sokan inkább a vezető (lead, leader) és követő (follow, follower) szavakat használják a pár két tagjának megkülönböztetésére, de a pár két tagjának ma is különböző a szerepe.
A vezető dolga, hogy
- a rendelkezésre álló tér,
- a saját és partnere tudásszintje és
- a zene

függvényében improvizálva, lépésről lépésre irányítsa a követőt.
A követő dolga, hogy szintén a fentiekre tekintettel, ráadásul a vezetést figyelembe véve táncoljon. Hagyományosan ez legfeljebb apró, rövid díszítéseket jelentett, ma már egyre megszokottabb néhány ütemre hagyni, hogy a követő improvizáljon, sőt, van aki azt tanítja, hogy a követő is jelezheti a vezető felé: "teret kér", hogy improvizálhasson.
Az argentin tangó úgynevezett haladó tánc: a párok az óramutató járásával ellentétes irányban ("táncirány") haladnak a parketten, és a "forgalom" akár több "sávban" is mozoghat. Ha sokan vannak a parketten, nem illik átvágni a terem közepén, hiszen a tánc rögtönzött jellege miatt nem tudható, hogy az üres helyre nem pályázik-e más, a tánciránynak megfelelően haladó pár is. Általában a parkett szélétől messzebb találhatjuk meg azokat, akik ügyesen és kifinomultan navigálnak, míg a kezdők számára a tánctér széle az a hely, ahol biztonságosan, ütközéseket elkerülve tudnak táncolni. Bár a tangó haladó típusú tánc, elfogadott röviden megállni néhány egy helyben végrehajtott lépés vagy egy-két ütem erejéig, ha ez a többi táncost nem akadályozza. Általában véve, minél több üres tér van egy táncoló pár előtt, annál több pár torlódik mögöttük és vár a szabad helyre. A táncosoktól elvárt az, hogy figyeljenek a körülöttük táncoló többi párra, és ne ütközzenek azokkal, tartóztassák fel vagy szorítsák ki őket, hiszen már ez utóbbi is zavarja a zeneiséget és a tánc élvezetét.

### Társastánc és versenytánc
A versenytánc tangó lépései standardizáltak, hogy könnyebbé tegyék a bíráskodást a versenyeken. A lépések és a stílus így már évtizedek óta viszonylag állandóak. Ezzel szemben az argentin tangó folyamatosan fejlődő tánc- és zenei stílus, amely szinte évente változik Buenos Airesben és a világ egyéb nagy tangós városaiban. Bár vannak tradicionális lépéskombinációk, még egy ilyen lépéssorozatban is vezetni kell nem csak az irány és a lépés nagyságát, de a sebességét és minőségét is (egy lépés lehet puha, éles, pulzáló stb.). Jelentős különbségek vannak a versenytánc és társastánc tangó között a tartásban, a sétában és a zenében is.

### A tartás (abrazo)

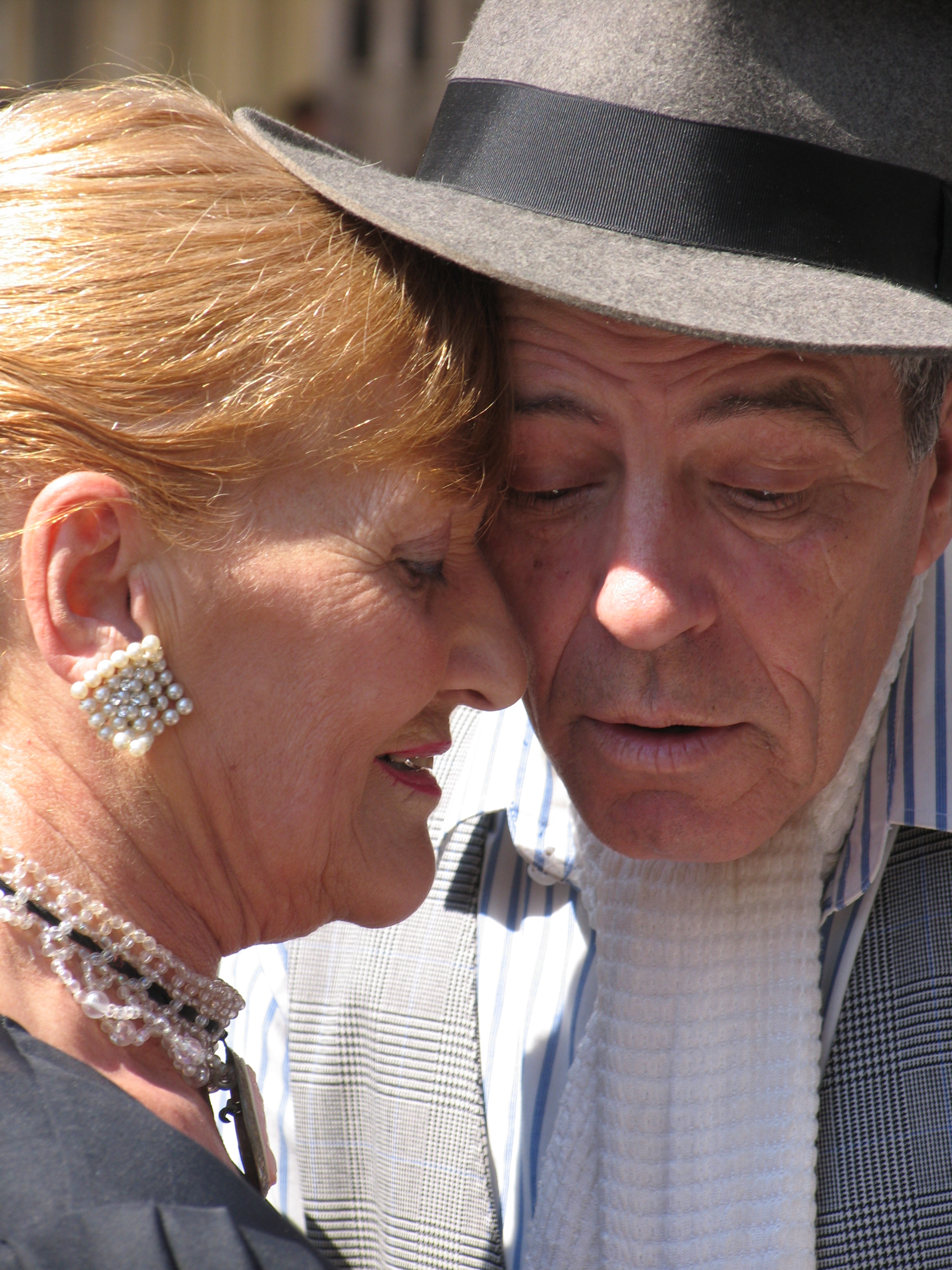
Tango

Az argentin tangóban többféle tartás is lehetséges. A táncpartnerek állhatnak saját tengelyükön, megoszthatják a tengelyt "A" formában egymás felé dőlve, de bizonyos lépéseknél rövid időre akár "V" formában (de nem csípőből) ellenkező irányba dőlve is. Közeli tartásban a kapcsolat (a táncpartnerek magasságától függően) mellmagasságban van, illetve a partnerek arca is érintkezhet. Nyitottabb tartásnál a táncosok törzse nem érintkezik, de a folyamatos kontaktus a karokon át így is lehetővé teszi a kommunikációt és a vezetést-követést. Akár nyitott vagy zárt, akár stabil vagy laza tartásról van szó, a tangó tartás figyelemmel teli és kifinomult, mint egy ölelés.

### A séta (caminata)
Az argentin tangóban lehetőség van rá, hogy a férfi is a bal (jobb) lábával lépjen, miközben a nő a bal (jobb) lábával lép. Ez a "keresztezett" rendszer, szemben a "párhuzamos" rendszerrel, melyben a férfi a bal (jobb) lábával lépjen, miközben a nő a jobb (bal) lábával lép. Az elnevezés Gustavo Naveira és Fabián Salas csoportjától származik az 1990-es évekből [forrásmegjelölés hiányzik].

### A zene
Az argentin tangó zene jóval változatosabb, mint a versenytánc tangó zenéje. Különböző argentin zenekarok több ezer számot szereztek, illetve rögzítettek lemezre a múlt század folyamán. Nem csak a számok mennyisége nagy, hanem jelentős stilisztikai különbségek vannak az egyes zenekarok között, sőt, még egyazon zenekar különböző korszakaiból származó felvételei is eltérő stílusúak lehetnek. A ma hallható felvételek többsége elég rossz minőségű. Ennek az az oka, hogy nagyon sok felvétel az 1930-as évek közepe és az 1950-es évek vége között készült, gyakran mono (egycsatornás) rögzítéssel, és sok esetben az eredeti ("master") felvétel megsemmisült, így a ma kapható CD-ket már összekarcolt, zajos bakelitlemezekről készítették.
Egy tangó zenekarban ("Orquesta Típica") körülbelül tíz hangszer hallható: zongora, nagybőgő, 3-4 bandoneón (kifejezetten az argentin tangóban használt hangszer), 4 hegedű, néha egy cselló vagy gitár. Sok aranykorbeli zenekarban énekes is volt. A ritmust felváltva vihetik a vonósok, a zongora vagy a bandonenón.
Formailag három nagy csoportra oszthatóak a tangó ma játszott zenéi: tangó, milonga és vals (keringő). A tangó lehet 2/4-es, 4/4-es, 4/8-os ütemű, a milonga 2/4-es, jellegzetes lüktetésű, a vals pedig 3/4-es ütemű. A milongák és valsok hangulata (és szövege, ha van) általában vidámabb, boldogabb érzéseket tükröz, mint a tangóké.
A hagyományos tangózenét játszó zenekarok körülbelül az alábbiak szerint oszthatók fel:
- Régi gárda – Orquesta Típica Victor, Carabelli, Lomuto
- Korai aranykor – De Caro, Fresedo, Canaro
- Aranykor, keményebb ritmusú – D'Arienzo, Biagi, Rodríguez
- Aranykor, lágyabb ritmusú – Tanturi, Caló, Laurenz, D'Agostino, Troilo, Di Sarli
- Aranykor, lágy – Di Sarli, Canaro, Fresedo, Troilo
- Aranykor, lírai – Caló, Troilo, Di Sarli, Canaro, Fresedo, Tanturi, Demare, De Angelis
- Aranykor, drámai – De Angelis, Pugliese
- Átmeneti és új tangó – Gobbi, Sassone, Francini-Pontier, Nebbia, Díaz
- Modern zenekarok – Color Tango, El Arranque, Cadícamo, Varela, Silencio

Bár az argentin tangót hagyományosan a fenti zenékre táncolják, az 1990-es évektől kezdődően egy újabb generáció elkezdett különböző fúziós zenékre is táncolni. Ezek számos módon feloszthatóak, az egyik lehetséges besorolás két nagy csoportra, a fúziós tangó (vagy neotangó) és az alternatív tangózene stílusra felosztani őket. Az előbbiek közül a legismertebbek Carlos Libedinsky, Gotan Project, Otros Aires és a Bajofondo Tango Club – ezek a zenészek a hagyományos tangó elemeit és hangszereit ötvözik elektronikus zenével, jazz-zel és egyéb stílusokkal. Az utóbbi, úgynevezett "alternatív" zenék egyéb stílusú számok (népzene, világzene, klezmer, pop, rock) melyekre ritmusuknak, hangulatuknak, dallamviláguknak köszönhetően lehetséges az argentin tangó lépéseit is táncolni.

### A lépések
Az argentin tangóban nincsenek előre meghatározott lépéssorok, mint a swingben vagy salsában. Az alábbi felsorolás a társastáncként táncolt tangó néhány építőelemét írja le:
- Séta – a pár együtt, összhangban lép. A lábfejek mozgásvonalát tekintve két-, három- vagy négyvonalas.
- Corrida – egymást követő gyors, kis lépések ugyanabban az irányban
- Kereszt – a nő keresztezve összezárja a lábait (alapesetben a jobb külső talpél a bal külső talpél mellé kerül)
- Sacada – az egyik táncos lépő lába kimozdítja a partner lépésnél szabaddá váló lábát
- Giro (vagy molinete) – sokszög alakban vagy körkörösen vezetett lépések akár az egyik táncos, vagy akár egy képzelt tengely körül
- Barrida (vagy arrastre) – az egyik táncos lábfejével hozzáér partnere súlytalan lábfejéhez, és a kontaktust folyamatosan fenntartva mozgatja vagy elsöpri azt.
- Volcada – a táncosok fokozottan egymás felé dőlnek "A" alakban, közben díszítések és séta is lehetséges
- Colgada – a táncosok egymással ellentétes irányba (V alakban) dőlnek vagy billennek, ezzel különböző dinamikus fordulásokat téve lehetővé

### A milonga és a vals
A zenék között már említett milonga és vals (keringő) táncok stílusait is jelentik.
A milonga korai, erősen hangsúlyos, a tangónál gyorsabb, páros ritmusú tánc, melyben a ritmus jelentősebb szerepet kap, mint a tangóban, a tánc szinte folyamatos, szünetek nélküli, és gyors lépések jellemzik.
A vals háromnegyedes ütemű, nyugodt, folyékony, a tangónál kevesebb szünet és gyakori forgások (giro-k) jellemzik.

## Milonga és práctica; órák és workshopok
A milonga szó úgyszintén jelent egy táncestet is, ahol tangót, milongát és valsot lehet táncolni. Hagyományosan szigorú etikett jellemezte, amelynek szabályai a társadalmi változásokkal és a tangó globalizációjával ma már fellazultak, gyakran kulturális félreértésekhez vezetve. Bár néhány Buenos Aires-i milongát kivéve ma már egy tangótáncos biztos lehet benne, hogy nem ad pletykákra okot azzal, hogy két zenei blokknál többet táncol egy adott partnerrel, sok régi szabályt néhány helyen még mindig betartanak, míg másutt már nem. Egy ismeretlen milongára betérőnek érdemes tisztáznia, hogy ott bevett szokás-e a "cabeceo" (táncpartner felkérése pusztán szemkontaktussal) vagy érdemes a kiszemelt partnerhez odasétálva őt szóban felkérni, "tandákban" (3-4 hasonló stílusú számból álló blokk) játsszák-e a zenét vagy sem, a tandák között van-e "cortina" (rövid, elválasztó zene), szabad-e dohányozni stb. Minden milongára igaz viszont, hogy a táncosok azért mennek oda, hogy a zene és a tánc élvezetének átadva magukat szórakozzanak, jól érezzék magukat, és társasági életet éljenek. Ezt a célt szolgálja a táncirányról szóló szabály (mindenki számára világossá téve, hogy merre lehet mozogni a parketten), a tandákban játszott hasonló stílusú zenék (segítenek elmélyíteni egy-egy hangulatot / érzést) és az is, hogy tánc közben nem illik beszélni a partnerrel (segít a nonverbális kommunikációra és a zeneiségre helyezni a hangsúlyt).
A práctica (gyakorlás) célja a milongával szemben új lépések, technikák elsajátítsa, illetve a már ismertek csiszolgatása. Prácticán elfogadott a tánc közbeni hosszabb megállás és beszélgetés, egy-egy lépés részleteinek tisztázása, illetve segítség kérése a többi táncostól vagy a práctica szervezőjétől. Ez éles ellentétben áll a milonga etikettjével, hiszen ott nem illik a táncpartnert tanítgatni (illetve arra kérni, hogy tanítson), mivel az az esemény nem erről szól. Kezdő táncosok számára a práctica lehetőséget ad arra is, hogy megszokják a milongán való táncolást és megtanulják a táncparkett navigálásának fortélyait, valamint megismerjék és megszokják a különböző zenéket. Prácticán gyakran világosabb ritmusú, könnyebben táncolható tangók dominálnak a zenék között, amelyek "semleges" hátteret biztosítanak a gyakorláshoz.
A tangós közösségek életének a milongák és prácticák mellett fontos részei a tanórák és az intenzív (általában hétvégi) workshopok. A magánórák vagy (általában) heti rendszerességű csoportos órák segítenek elsajátítani a tangó lépéseit, technikáját és zeneiségét, míg a workshopok általában egy adott terület elmélyítését teszik lehetővé.

## Hagyomány és újdonság; konfliktusok
Az argentin tangót jelenleg a világ több száz városában táncolják, a táncos közösség mérete világszinten tízezrekben mérhető. Tekintve, hogy a tangó eredetileg Argentínából származik, de több földrészén nagyon sokféle kultúrában táncolják, és hogy gyakran több generáció táncol együtt egy milongán, az ellentétek elkerülhetetlenek. Ezek közül néhány:
- Hagyományos és modern stílusok: Van, aki az aranykor zenéiben hisz, mások új és alternatív zenékben; van, aki nuevo stílusban táncol, és van, aki valamelyik másik, hagyományosabb módon.
- Nemi szerepek: Argentínában ma sem illik bizonyos milongákon férfiak számára követő, vagy nők számára vezető szerepben táncolni. Másutt elfogadott, hogy nők is táncolnak egymással, megint másutt (a tangón kívüli) társadalmi szabályok miatt annak ellenére, hogy rendszeresen több nő jár milongákra, mint férfi, alig lehet női párokat látni a parketten. Ide tartoznak az olyan ellentétek is, amikor a nő aktívabban értelmezi a követő szerepet, mint a férfi, vagy a férfi volna hajlandó időnként átadni a vezetést a nőnek, aki viszont a hagyományos, passzívabb követési stílus híve, vagy például az, hogy kérhet-e fel nő is férfit, vagy csak férfi nőt.
- Felkérés: egyes közösségekben a "cabeceo" (vagyis a férfi és nő közötti, felkérést jelentő szemkontaktus, majd ennek apró biccentéssel jelzett elfogadása) a felkérés egyetlen elfogadott módja, máshol ezt felváltva használják a szóbeli felkéréssel, megint másutt csak az utóbbi forma működik.
- (Rettegett) Nyolcas Alaplépés ("(dreaded) 8-count basic"): Mivel a lépéssorozat első lépéseiként a férfi hátra és oldalra lép, ha ezek nem a táncirány mentén történnek, akkor az ütközések és a belőlük eredő rossz élmények szinte garantáltak. Milongákon ezért szokás csak olyan pozícióból indítani a kombinációt, ahonnan esetleg finomabb irányváltásokat is használva csak a tánciránnyal megegyezően történnek a lépések. Ma már sok helyen az egyszerűség kedvéért csak az oldallépéssel indítva tanítják, illetve számos tango nuevo stílusban tanító tanár kerüli is a hasonló lépéskombinációk használatát kezdő szinten.
- Tandák (zenei blokkok): A tangó aranykorában élőzenére táncoltak a milongákon; egy este általában egy zenekar lépett fel egy szórakozóhelyen, és játszott tangót, valsot, milongát énekessel vagy anélkül. A lemezre, később kazettára, CD-re, vagy mp3 formában rögzített zene elterjedésével azonban kialakult egy rendszer, ami változatosabbá, ugyanakkor kiszámíthatóbbá tette a zenét: a dj-k elkezdtek a következő sorrendben játszani: 4 tangó, 4 tangó egy másik zenekartól, 3-4 vals, 4 tangó egy újabb zenekartól, 4 tangó egy másik zenekartól, 3-4 milonga stb. Ezt a rendszert ma sok helyen nem követik, és a tangókhoz képest viszonylag több milongát, valsot, esetleg neo- vagy alternatív tangókat játszanak.

## A tangó stílusai
Milongákon ma főleg a szalon és a nuevo stílusban táncolnak, de továbbfejlődve reneszánszát éli a milonguero stílus is, melyet egyes táncosok bonyolultabb figurákkal egészítenek ki. Az egyes stílusokat tanító tanárok között gyakran van eltérés egy-egy stíluselem megítélésében, tanításában és használatában, így például a tango nuevo lejjebb megnevezett képviselői mind felismerhetően egyéni stílussal rendelkeznek, bár egyazon irányzathoz tartoznak.
- Tango canyengue Az 1920-as évek végéig volt népszerű. Az akkori divat szerinti hosszú, szűk ruhák korlátozták a táncosok mozgását, így a táncot rövid, egyszerű lépések, hajtott térddel való táncolás és közeli tartás jellemzik.
- Tango orillero Ez a stílus Buenos Aires külvárosaiban alakult ki, ahol több hely volt a parketten, mint a városközpont népszerű klubjaiban. A táncosok felegyenesedve, gyors lábmozdulatokkal, néha díszítő rúgásokkal vagy apró ugrásokkal táncolták.
- Szalon tangó (tango de salón) A tangó aranykorának (1930-as évektől az 1950-es évekig) legnépszerűbb stílusa. Ebben a korszakban a milongákat hatalmas tánctermekben tartották. A stílust lassú, kiszámított, folyékonyan, puhán végrehajtott mozdulatok jellemzik, a hangsúly a pontosságon, a zeneiségen, az elegáns mozgáson van. Közeli, de rugalmas tartásban táncolják, mely teret ad az elegáns figuráknak. Legfontosabb eleme a séta; a pár gyakran a tánc 2/3 részét is sétával tölti ki. Az 1950-es években a Rock and Roll feltörésével és a tangó hanyatlásával a stílus népszerűsége is csökkent, és a nagy táncterekből a kisebb éttermekbe és szórakozóhelyekre szorult tangósok inkább a milonguero (vagy apilado, confiteria) stílusban táncoltak. Az 1980-as években, az argentin diktatúra végével a tangó is kezdett népszerűvé válni, és a szalon tangót azóta ismét egyre többen táncolják.
- Estilo milonguero / apilado / confiteria A milonguero vagy apilado (döntött, támaszkodó) stílusban a pár közeli tartásban táncol, a partnerek egymás felé dőlnek, a testsúly nagyrészt a lábfej elülső részén, a lábujjak mögötti párnán van. A stílus az 1940-es és 50-es években keletkezett, amikor gyakran nagy tömeg volt a parketten, és nem volt hely bonyolultabb lépésekre. Ebben a stílusban is lehetséges számos figurát táncolni, bár hagyományosan nem ez volt rá jellemző.
- Tango nuevo Az 1980-as és 90-es években, Buenos Airesben fejlődött ki Gustavo Naveira, Pablo Veron és tanítványaik vezetésével. A táncot fizikai és geometriai alapjaira lebontva létrehoztak egy rendszert, amivel a kör- vagy egyenes vonalon mozgó pár számára lehetséges összes lépés és kombináció elemezhető. A nuevo név zenei-, tánc- és tanítási stílust is jelöl. Tanításban a tánc szerkezetének, a táncpartnerek térbeli viszonyának, az adott helyzetben lehetséges lépéskombinációknak az elemzésére fektetett hangsúly jellemzi. Táncban gyakran a nyitottabb tartás, az irányváltoztatások, változatosabb dinamika és ölelés, valamint látványos elemek jellemzik, amelyek egyaránt táncolhatók klasszikus és újabb tangó zenékre is. Gyakran összekeverik a színpadi vagy show tangóval, mivel számos előadó átvett elemeket ebből a stílusból.
- Show (színpadi) tangó Színházi, látványos, koreografált, gyakran drámai stílus. Lépései az argentin tangó lépésein alapulnak, de a színpad követelményei miatt az előadók kiegészítették díszítésekkel valamint szóló és akrobatikus mozdulatokkal. Mivel minden lépés koreografált, egy adott tánc csak a megfelelő zenére táncolható.

## Argentin tangó Magyarországon
A magyarországi tangós élet főleg Budapesten folyik, de vidéken is vannak workshopok. Budapesten számos helybeli tanár ad csoportos és magánórákat, hetente több milongán lehet táncolni, működik egy táncszínház egyesület, külföldi tanárok gyakran jönnek hétvégi workshopokat tartani és évente egy-két alkalommal sor kerül tangófesztiválokra is. A milongákra rendszeresen járó tangós közösség viszonylag kicsi, egy átlagos milongán egy este folyamán kb. 30-60 ember fordul meg.

## Külső weboldalak

### Tangó Magyarországon
- Tango Libre Budapest - argentin tangó oktatás
- Tangopalota -A tangó méltó helye!
- KITango - argentin tangó oktatás Budapesten
- Art's Harmony - Minden, ami tangó Archiválva 2014. március 7-i dátummal a Wayback Machine-ben
- www.tangohungary.hu - a magyar tangó tanárok, helyszínek és események oldala
- www.milonga.hu – magyar és angol nyelvű weboldal a hazai tangós élet minden területéről
- Tangó oktatás - Útmutató az argentin tangó elkezdéséhez lépésről lépésre
- tango.lap.hu – tangóval kapcsolatos linkek gyűjtőoldala
- www.lavidatango.club.hu – argentin tangó Győrben
- tango.info tangós hangfelvételek, zeneszerzők, tanárok, dj-k, fesztiválok, stb. többnyelvű adatbázisa
- Tangó oktatás Glotz Mária
- Tangó oktatás Debrecenben - Tangó Debrecen

### Tangófesztiválok a világban
- festivals.tango.info – naptár az éppen aktuális tangófesztiválokról
- www.tangofestivals.net Archiválva 2018. szeptember 12-i dátummal a Wayback Machine-ben – egy másik naptár az éppen aktuális tangófesztiválokról
- www.budapesttangofestival.hu Archiválva 2009. szeptember 13-i dátummal a Wayback Machine-ben – Rendszeresen megrendezett tangófesztivál Budapesten

### Argentin tangó videók az interneten
- www.youtube.com – tangó videók a YouTube-on (nagyon sok köztük már nagy felbontásban is)
- www.tangoevolution.com[halott link] – néhány videó a régebbi tangó stílusokról